# Lespedeza potaninii
Lespedeza potaninii är en ärtväxtart som beskrevs av I.T. Vassilczenko. Lespedeza potaninii ingår i släktet Lespedeza och familjen ärtväxter. Inga underarter finns listade i Catalogue of Life.